# Takaroa
Takaroa est un atoll situé dans l'archipel des Tuamotu en Polynésie française dans le sous-groupe des Îles du Roi Georges. Celui-ci est le chef-lieu de la commune de Takaroa regroupant également Takapoto et Tikei.

## Géographie

### Situation
Takaroa est situé à 10 km à l'est de Takapoto, l'île la plus proche, et à 570 km au nord-est de Tahiti. L'atoll de forme allongée s'étend sur 26 km de longueur et 6,5 km de largeur maximale pour une superficie de terres émergées de 20 km2. Le lagon fait 93 km2 de surface et est accessible par une passe unique à l'ouest appelée Teauonae ; il est parcouru dans son pourtour et par deux traverses par un réseau de chenaux précisément balisés (avec plus de quarante balises pour la navigation).

### Démographie
En 2017, la population totale de Takaroa est de 674 personnes, principalement regroupées dans le village de Teavaroa et sur tout le pourtour de l'atoll ; son évolution est la suivante :
| 162                                                     | 396 | 488 | 993 | 1104 | 882 | 674 |
| Sources ISPF et Gouvernement de la Polynésie française. |     |     |     |      |     |     |

### Climat
| Mois                                            | jan.         | fév.         | mars         | avril        | mai          | juin         | jui.         | août         | sep.         | oct.         | nov.         | déc.         | année     |
| ----------------------------------------------- | ------------ | ------------ | ------------ | ------------ | ------------ | ------------ | ------------ | ------------ | ------------ | ------------ | ------------ | ------------ | --------- |
| Température minimale moyenne (°C)               | 25,8         | 25,9         | 26,4         | 26,5         | 26,1         | 25,5         | 25           | 24,7         | 24,9         | 25,1         | 25,4         | 25,5         | 25,6      |
| Température moyenne (°C)                        | 28,2         | 28,3         | 28,7         | 28,6         | 28,1         | 27,4         | 26,9         | 26,6         | 26,9         | 27,3         | 27,7         | 28           | 27,7      |
| Température maximale moyenne (°C)               | 30,6         | 30,7         | 30,9         | 30,7         | 30,1         | 29,3         | 28,7         | 28,6         | 28,9         | 29,5         | 30,1         | 30,4         | 29,9      |
| Record de froid (°C) date du record             | 19,5 10.1976 | 20,9 10.1974 | 21,6 07.1975 | 21,3 26.1955 | 21,2 28.1968 | 20,2 25.1964 | 20 15.1956   | 20,9 15.1955 | 20,6 24.2013 | 20,3 11.1965 | 20,9 06.1975 | 20,7 23.1964 | 19,5 1976 |
| Record de chaleur (°C) date du record           | 35,6 20.1998 | 35,3 02.1998 | 35 05.1998   | 33,5 17.1994 | 32,9 05.1991 | 32 09.1997   | 31,6 12.1993 | 32,1 30.1993 | 31,9 23.1982 | 33 17.1994   | 33 03.1979   | 33,8 29.1993 | 35,6 1998 |
| Ensoleillement (h)                              | 223,4        | 212,9        | 238,5        | 233,9        | 223,5        |              |              |              |              |              |              | 213,1        |           |
| Précipitations (mm)                             | 204,6        | 183,5        | 147,1        | 110,9        | 110,3        | 82,9         | 69,7         | 60,4         | 86,2         | 132,7        | 182,1        | 228,6        | 1 599     |
| dont nombre de jours avec précipitations ≥ 1 mm | 16,9         | 15,2         | 13,6         | 11,1         | 11,4         | 10,6         | 10,1         | 9,2          | 10,1         | 13,2         | 15,1         | 16,9         | 153,4     |
| Nombre de jours d'orage                         | 3,3          | 3,9          | 3,1          | 1,7          | 0,9          | 0,4          | 0,1          | 0,1          | 0            | 0,9          |              |              |           |
| Nombre de jours avec brouillard                 | 0            | 0            | 0            | 0            | 0            | 0            | 0            | 0            | 0            | 0            |              |              |           |

## Histoire

### Peuplement polynésien et découverte par les Européens
À la suite des études de l'archéologue Kenneth Emory dans les années 1930 puis de l'ethno-archéologue Jean-Michel Chazine dans les années 1980, des découvertes indiquent un peuplement ancien par les Polynésiens avec la mise en évidence d'un marae et d'un four à destination alimentaire mais aussi cultuel, voire potentiellement anthropophagique,.
La première mention attestée de l'atoll par les Européens est faite par les explorateurs hollandais Willem Schouten et Jacob Le Maire le 14 avril 1616 qui lui donnent le nom de Zonderground Eiland,. Puis c'est leur compatriote Jakob Roggeveen qui l'aborde un siècle plus tard le 19 mai 1722. Il est ensuite visité les Britanniques : le 12 juin 1765 par John Byron, qui lui donne le nom polynésien de Tioka, en avril 1774 par James Cook qui mentionne Tiokea, et le 30 juin 1797 par James Wilson. Le Français Jules Dumont d'Urville l'aborde en septembre 1838 puis l'année suivante c'est l'Américain Charles Wilkes qui le mentionne le 8 septembre 1839 lors de son expédition australe.

### Période moderne
Au XIXe siècle, Takaroa devient un territoire français, peuplé d'environ 75 habitants, où se développe la production d'huile de coco (avec environ 30 tonneaux par an vers 1860). Au milieu du XIXe siècle, l'atoll est évangélisé avec la fondation de la paroisse Sainte-Thérèse-de-l'Enfant-Jésus en 1858, puis la construction de l'église homonyme en 1922, rattachée au diocèse de Papetee.

## Économie

### Perliculture et exploitation de la mer
Historiquement, l'atoll participait de manière notable à la production d'huîtres nacrières (destinées à la fabrication en Europe de boutons) en Polynésie française qui, au début du XXe siècle, atteignait en moyenne 15 à 30 tonnes par an ; cette activité a fortement diminué depuis. Cependant, la perliculture s'y est substituée et l'atoll de Takaroa est dans ce domaine l'un des plus actifs de la Polynésie française avec 550 ha de lagon – dispersés sur la totalité de son étendue sauf dans sa pointe Nord-Est – dédiés au greffage et à l'élevage avec 1 000 lignes maximum de collectage de naissain autorisées.
La pêche de subsistance, mais également pour l'exportation, est pratiquée grâce à trois parcs à poissons situés près de l'aéroport et d'un hoa au Nord.

### Tourisme et services
Le tourisme s'est également beaucoup développée dans les années 1980. Depuis 1986, Takaroa possède un petit aérodrome – avec une piste de 1 100 m de longueur – situé au nord du village de Teavaroa. Assez fréquenté, il accueille en moyenne environ 420 vols et 7 000 passagers par an, dont la moitié en transit. L'aterrage du câble sous-marin Natitua au site de Tefekmaugakura et sa mise en service en décembre 2018 permet à Takaroa d'être relié à Tahiti et à l'internet mondial à haut-débit.